# Cliff Drysdale
Pour les articles homonymes, voir Drysdale.
Cliff Drysdale, né le 26 mai 1941 à Nelspruit, est un ancien joueur de tennis professionnel sud-africain naturalisé américain.
Joueur d'une rare élégance, il connaît en simple ses meilleurs résultats en 1965 et 1966 avec deux demi-finales à Roland-Garros et deux à Wimbledon, ainsi qu'une finale à l'US Open en 1965. Il fait partie, en 1967, des huit joueurs (les "Handsome Eight") ayant participé à la première tournée professionnelle de la WCT. En 1972, il devient le premier président de l'ATP et joue un rôle éminent lors du boycott du syndicat des joueurs, à Wimbledon en 1973.
De 1962 à 1974, il joue pour son pays en Coupe Davis puis après le premier tour de 1974 il décide de ne plus représenter l'Afrique du Sud pour protester contre l'apartheid ; son pays gagne pour l'unique fois la coupe cette année-là sur forfait de l'Inde qui comme lui proteste contre le régime en place. Installé au Texas depuis des années, il partage son temps entre l'enseignement et le commentaire télévisé. Il a pris la nationalité américaine après la fin de sa carrière dans les années 1980.

## Parcours dans les tournois duGrand Chelem

### En simple
| Année | Open d'Australie | Open d'Australie | Internationaux de France | Internationaux de France | Wimbledon       | Wimbledon   | US Open         | US Open      | Open d'Australie | Open d'Australie |
| ----- | ---------------- | ---------------- | ------------------------ | ------------------------ | --------------- | ----------- | --------------- | ------------ | ---------------- | ---------------- |
| 1962  | —                | —                | 1er tour (1/64)          | G. Hughes                | 1er tour (1/64) | M. Santana  | 3e tour (1/16)  | F. Froehling | n.o.             | n.o.             |
| 1963  | —                | —                | 2e tour (1/32)           | I. Țiriac                | 1er tour (1/64) | C. McKinley | 2e tour (1/32)  | P. Darmon    | n.o.             | n.o.             |
| 1964  | —                | —                | 1/4 de finale            | J.-E. Lundqvist          | 2e tour (1/32)  | M. Belkin   | 3e tour (1/16)  | F. Stolle    | n.o.             | n.o.             |
| 1965  | —                | —                | 1/2 finale               | F. Stolle                | 1/2 finale      | F. Stolle   | Finale          | M. Santana   | n.o.             | n.o.             |
| 1966  | —                | —                | 1/2 finale               | I. Gulyás                | 1/2 finale      | D. Ralston  | 3e tour (1/16)  | B. Bowrey    | n.o.             | n.o.             |
| 1967  | —                | —                | 1/4 de finale            | T. Roche                 | 1/8 de finale   | R. Taylor   | 2e tour (1/32)  | J. Leschly   | n.o.             | n.o.             |
| 1968  | —                | —                | —                        | —                        | 3e tour (1/16)  | T. Edlefsen | 1/4 de finale   | A. Ashe      | n.o.             | n.o.             |
| 1969  | —                | —                | 1er tour (1/64)          | M. Santana               | 1/4 de finale   | R. Laver    | 1er tour (1/64) | O. Davidson  | n.o.             | n.o.             |
| 1970  | —                | —                | —                        | —                        | 3e tour (1/16)  | T. Gorman   | 2e tour (1/32)  | B. Fairlie   | n.o.             | n.o.             |
| 1971  | 1/4 de finale    | A. Ashe          | —                        | —                        | 1er tour (1/64) | T. Gorman   | —               | —            | n.o.             | n.o.             |
| 1972  | —                | —                | —                        | —                        | —               | —           | 1/8 de finale   | F. Stolle    | n.o.             | n.o.             |
| 1973  | —                | —                | 2e tour (1/32)           | E. Van Dillen            | —               | —           | 3e tour (1/16)  | J. Alexander | n.o.             | n.o.             |
| 1974  | —                | —                | —                        | —                        | 3e tour (1/16)  | T. Okker    | —               | —            | n.o.             | n.o.             |
| 1975  | —                | —                | —                        | —                        | —               | —           | 2e tour (1/32)  | R. Cano      | n.o.             | n.o.             |
| 1976  | —                | —                | —                        | —                        | 2e tour (1/32)  | T. Kakulia  | —               | —            | n.o.             | n.o.             |
| 1977  | —                | —                | —                        | —                        | 3e tour (1/16)  | J. Connors  | 1er tour (1/64) | T. Moor      | —                | —                |
| 1978  | n.o.             | n.o.             | —                        | —                        | —               | —           | 1er tour (1/64) | G. Vilas     | —                | —                |
| 1979  | n.o.             | n.o.             | —                        | —                        | 1er tour (1/64) | J. Austin   | —               | —            | —                | —                |
| 1980  | n.o.             | n.o.             | —                        | —                        | 2e tour (1/32)  | P. Dupré    | —               | —            | —                | —                |

N.B. : à droite du résultat se trouve le nom de l'ultime adversaire.

### En double
| Année | Open d'Australie           | Open d'Australie          | Internationaux de France | Internationaux de France | Wimbledon                  | Wimbledon             | US Open                     | US Open                 | Open d'Australie | Open d'Australie |
| ----- | -------------------------- | ------------------------- | ------------------------ | ------------------------ | -------------------------- | --------------------- | --------------------------- | ----------------------- | ---------------- | ---------------- |
| 1968  | —                          | —                         | —                        | —                        | 1/4 de finale R. Taylor    | R. Emerson R. Laver   | 1/4 de finale R. Taylor     | R. Lutz S. Smith        | n.o.             | n.o.             |
| 1969  | —                          | —                         | 2e tour (1/32) R. Taylor | A. Gardiner A. Hammond   | 1/4 de finale R. Taylor    | R. Emerson R. Laver   | 1/8 de finale R. Taylor     | C. Pasarell D. Ralston  | n.o.             | n.o.             |
| 1970  | —                          | —                         | —                        | —                        | 1/8 de finale R. Taylor    | I. Năstase I. Țiriac  | 1/8 de finale Holmberg      | R. Emerson R. Laver     | n.o.             | n.o.             |
| 1971  | 1er tour (1/16) G. Perkins | P. Doerner Phillips-Moore | —                        | —                        | 1/8 de finale N. Pilić     | B. Bowrey O. Davidson | —                           | —                       | n.o.             | n.o.             |
| 1972  | —                          | —                         | —                        | —                        | —                          | —                     | Victoire R. Taylor          | O. Davidson J. Newcombe | n.o.             | n.o.             |
| 1973  | —                          | —                         | 1/8 de finale R. Taylor  | J. McManus A. Pattison   | —                          | —                     | —                           | —                       | n.o.             | n.o.             |
| 1974  | —                          | —                         | —                        | —                        | 1/2 finale T. Okker        | R. Lutz S. Smith      | —                           | —                       | n.o.             | n.o.             |
| 1975  | —                          | —                         | —                        | —                        | —                          | —                     | 2e tour (1/16) M. Cox       | A. Neely T. Svensson    | n.o.             | n.o.             |
| 1976  | —                          | —                         | —                        | —                        | 1er tour (1/32) M. Cox     | A. Panatta I. Țiriac  | —                           | —                       | n.o.             | n.o.             |
| 1977  | —                          | —                         | —                        | —                        | 1/2 finale M. Cox          | R. Case G. Masters    | —                           | —                       | —                | —                |
| 1978  | n.o.                       | n.o.                      | —                        | —                        | —                          | —                     | 1er tour (1/32) A. Pattison | J. Alexander P. Dent    | —                | —                |
| 1979  | n.o.                       | n.o.                      | —                        | —                        | 1/8 de finale R. Taylor    | P. Kronk C. Letcher   | —                           | —                       | —                | —                |
| 1980  | n.o.                       | n.o.                      | —                        | —                        | 2e tour (1/16) A. Kohlberg | T. Lloyd J. Lloyd     | —                           | —                       | —                | —                |
| 1981  | n.o.                       | n.o.                      | —                        | —                        | —                          | —                     | —                           | —                       | —                | —                |
| 1982  | n.o.                       | n.o.                      | —                        | —                        | 1er tour (1/32) Dowdeswell | J. Dier J. Whiteford  | —                           | —                       | —                | —                |

N.B. : le nom du ou de la partenaire se trouve sous le résultat ; le nom des ultimes adversaires se trouve à droite.